# Ústav makromolekulární chemie Akademie věd České republiky
Ústav makromolekulární chemie AV ČR (ÚMCH) je veřejná výzkumná instituce, součást Akademie věd České republiky. Ústav se zaměřuje na základní výzkum syntetických polymerů. Badatelé z ÚMCH se věnují také aplikovanému výzkumu zejména v oblasti vývoje a modifikace polymerních materiálů a technologií ve spolupráci s průmyslovými partnery. ÚMCH také organizuje studijní programy pro získání doktorského titulu a postdoktorandská studia pro domácí i zahraniční studenty.

## Historie ústavu
Historie české polymerní chemie se začala psát začátkem 40. let a v průběhu 50. let již začala vznikat různá výzkumná pracoviště. Ústav makromolekulární chemie byl založen v roce 1959 jako součást Československé akademie věd. K jeho prvním světovým úspěchům patřil vývoj hydrogelů, které byly základem vynálezu měkkých kontaktních čoček zakladatele ústavu profesora Otto Wichterleho. Hydrogely jsou dodnes využívány například v nitroočních čočkách, urologických implantátech nebo v chemicky modifikovaných formách včetně léčivého přípravku pro snadnější hojení ran s obchodním názvem Hemagel. V současnosti polymerní soustavy nachází uplatnění od medicínských užití až po nalézání šetrných způsobů likvidace plastů.
Důležitým úkolem bylo postavit vlastní budovu ústavu. Otto Wichterle sestavil stavební program a poté spolupracoval s architektem Karlem Pragerem, který v roce 1959 objekt ústavu navrhl, inspirován německým architektem Ludwigem Miesem van der Rohem, který na svých realizacích pracoval se závěsnými prosklenými fasádami. Nová budova byla pro ústav vystavěna na Petřinách mezi lety 1960 a 1964. Od 24. května 2000 je objekt chráněn jako kulturní památka.
Z rozpočtového modelu hospodaření na formu veřejné výzkumné instituce (v. v. i.) přešel ústav v roce 2007.

### Ředitelé ústavu
- Otto Wichterle (1959–1969)
- Jaroslav Hnídek (1969–1972)
- Karel Friml (1972–1984)
- Vladimír Kubánek (1984–1990)
- Pavel Kratochvíl (1990–1998)
- Karel Ulbrich (1998–2007)
- František Rypáček (2007–2016)
- Jiří Kotek (2016–dosud)

## Hlavní směry výzkumu
Předností Ústavu makromolekulární chemie je šířka záběru, díky které pokrývá celou polymerní vědu od chemie přes fyzikální chemii až po fyziku polymerů a jejich aplikace v praxi, zejména v technických a biolékařských aplikacích. Výzkum probíhá v těchto oblastech:

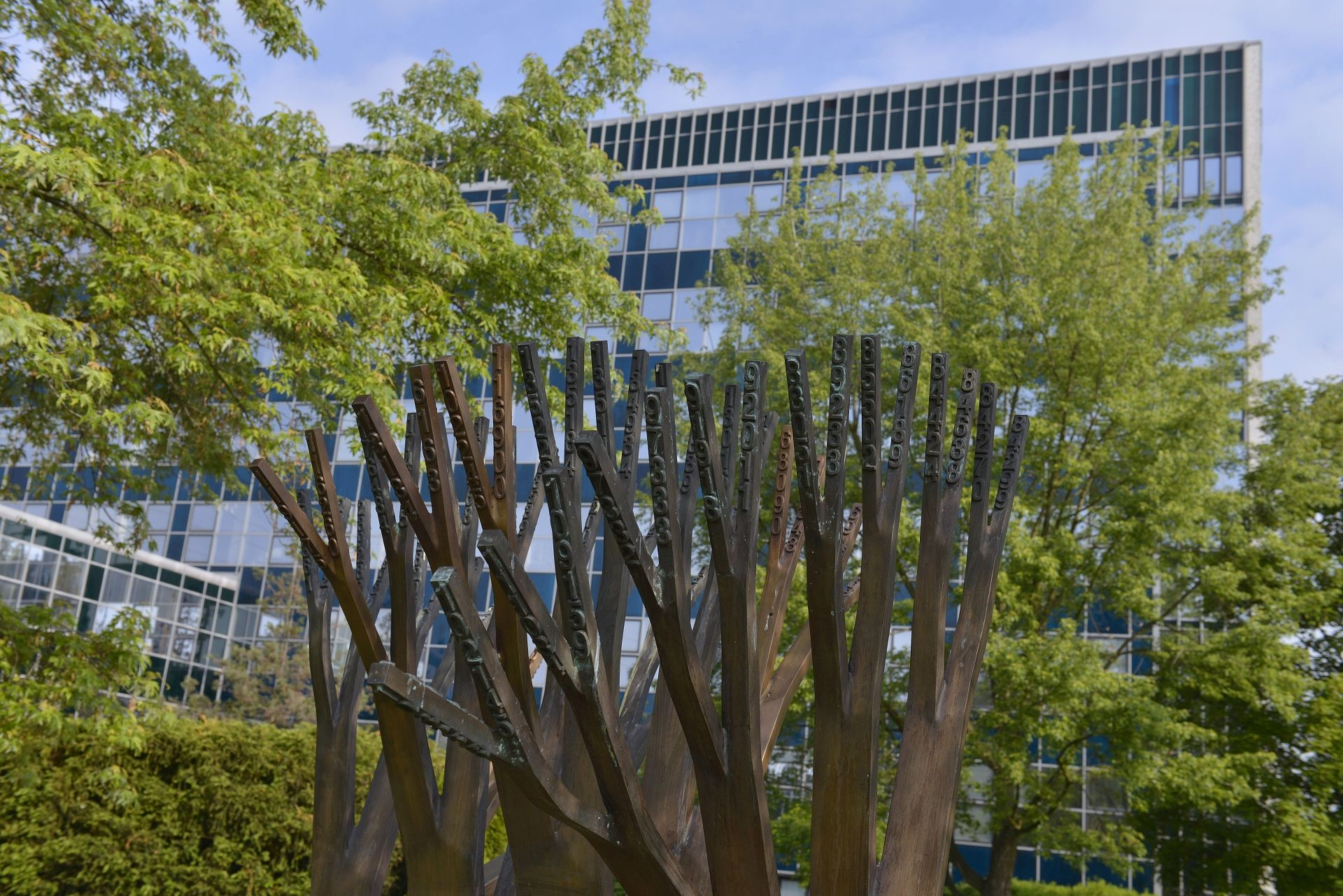
Památník Otty Wichterleho představuje bronzová plastika symbolizující strom vědění, v jehož koruně jsou zapsána čísla jednotlivých patentů slavného vědce

### Biomakromolekulární systémy
- Polymerní nosiče léčiv
- Polymerní vrstvené systémy pro kontakt s biologickým prostředím
- Bioanalogické polymery
- Polymerní hybridní systémy
- Hydrogely

### Dynamika a samoorganizace molekulárních a nadmolekulárních polymerních útvarů
- Samoorganizace a nanostrukturní uspořádání makromolekul
- Dynamika a molekulární charakterizace makromolekul

### Příprava, charakterizace a využití nových polymerních systémů s řízenou strukturou a vlastnostmi
- Polymerizační procesy
- Polymerní sítě
- Optoelektronické jevy
- Materiálový výzkum[8]

## Výstavy v ÚMCH
V době normalizace, resp. od roku 1971 do konce roku 1989 bylo v ÚMCH uspořádáno okolo 280 výstav, ať již autorských, nebo kolektivních. Výstavní činnost, díky níž zde mohla vystavovat i řada vynikajících autorů, kteří v době normalizace nemohli vystavovat v galeriích kontrolovaných Svazem českých výtvarných umělců, inicioval RNDr. Miroslav Raab a od poloviny 70. let v ní pokračoval RNDr. Ivan Havlíček.